# Alfredo Morales
Alfredo Morales (Berlijn, 12 mei 1990) is een Duits-Amerikaans betaald voetballer van Peruviaanse afkomst. Hij verruilde Hertha BSC in juli 2013 voor FC Ingolstadt 04. Morales debuteerde in 2013 in het Amerikaans voetbalelftal.

## Clubcarrière
Door blessures van Fanol Perdedaj en Raffael maakte Morales op 5 december 2010 zijn debuut in het eerste elftal van Hertha BSC, in een met 1-0 verloren wedstrijd tegen TSV 1860 München. Daarvoor speelde Morales in het tweede van Hertha.
Op 17 mei 2013 werd bekend dat Morales een contract had getekend bij FC Ingolstadt 04. Hij maakte op 19 juli 2013 zijn debuut voor die club, tegen FC Erzgebirge Aue. Later dat seizoen werd Morales met Ingolstadt kampioen. Hij gaf in de kampioenswedstrijd een assist op Stefan Lex, die voor de winnende treffer tekende (2–1 tegen RB Leipzig).

## Interlandcarrière
Onmdat zijn vader uit Peru komt, twijfelde Morales tussen de nationale elftallen van Peru en de VS. Het was de VS die Morales het eerst opriep. Hij maakte op 29 januari 2013 zijn debuut als Amerikaans international, in een oefeninterland tegen Canada.

## Erelijst
Hertha BSC
- 2. Bundesliga

2010/11, 2012/13
 Ingolstadt
- 2. Bundesliga

2014/15
1 Kwasigroch ·
3 Hoffmann ·
5 Heyer ·
6 Haag ·
7 Pejčinović ·
8 Jóhannesson ·
9 Vermeij ·
10 van Brederode ·
11 Kwarteng ·
12 Lunddal ·
15 Oberdorf ·
18  Niemiec ·
19 Iyoha ·
20  Siebert ·
21 Rossmann ·
22 Schmidt ·!
23 Appelkamp ·
24 Kownacki ·
25 Zimmermann ·
26 Schock ·
27 Jastrzembski ·
31 Sobottka ·
33 Kastenmeier ·
34 Gavory ·
35 Bunk ·
37 Savić ·
45 Affo ·
Coach: Thioune